# Randy Matson
Randy Matson (n. 5 martie 1945, Kilgore⁠(d), Texas, SUA) este un atlet ce a reprezentat Statele Unite ale Americii, medaliat olimpic. A participat la 2 ediții ale Jocurilor Olimpice (1964, 1968) în care a câștigat 1 medalie de aur și 1 medalie de argint.